# Bremersvold
Bremersvold er en gammel hovedgård omtrent 3 km nordøst for landsbyen Errindlev på det sydlige Lolland.
Gården nævnes første gang i 1381 som "Gallendrop" og senere "Galmindrupgård". Navnet Bremersvold er fra 1580. 
Vilhelm Dahlerup tegnede en hovedbygning, der blev opført 1872 og revet ned i 1987. Den nuværende hovedbygning er opført i 1998-99.
Bremersvold Gods er på 540 hektar med Strognæsgård
Gården lå i Errindlev Sogn, Fuglse Herred, Maribo Amt, Holeby Kommune.

## Ejere af Bremersvold
- (1397-1420) Niels Krag Gjøe
- (1420-1445) Cathrine Nielsdatter Gjøe gift Krøpelin
- (1445-1465) Karine Hansdatter Krøpelin gift Hammersta
- (1465-1466) Birgitta Hammersta gift Gädda
- (1466) Erengisl Nilsson Natt och Dag / Birgitte Olufsdatter Thott gift Natt och Dag
- (1466-1494) Erik Andersen Thott
- (1494-1517) Kronen
- (1517-1536) Knud Gjøe
- (1536-1559) Anders Gjøe
- (1559-1613) Mogens Gjøe
- (1613-1618) Breide Rantzau
- (1618-1623) Cai Rantzau
- (1623-1641) Anne Lykke gift Rantzau
- (1641-1646) Frantz Lykke
- (1646-1669) Erik Kaas
- (1669-1673) Erik Torm
- (1673-1675) Frederik Thuresen
- (1675-1719) Diderik Christensen Felthuusen
- (1719-1726) Kronen
- (1726-1746) Emerentia von Levetzow gift Raben
- (1746-1773) Christian Frederik Raben
- (1773-1820) Frederik Sophus Raben
- (1820-1828) Sophus Frederik Raben-Levetzau
- (1847-1870) Carl Vilhelm Raben-Levetzau
- (1870-1889) Josias Raben-Levetzau
- (1889-1933) Frederik Christopher Otto Raben-Levetzau
- (1933-1934) Lillie Moulton gift Raben-Levetzau
- (1934-1992) Johan Otto Valdemar Raben-Levetzau
- (1992-1995) Johan Raben-Levetzau
- (1995-2001) Ole Hald / Steffen Olsen-Kludt / Morten Olsen-Kludt
- (2001-) Ole Hald / Ole Christian Hald

## Ekstern henvisninger
- Bremersvold - fra Dansk Center for Herregårdsforskning Arkiveret 11. februar 2017 hos  Wayback Machine